# Peter Abbott (cầu thủ bóng đá)
Peter Ashley Abbott (sinh 1 tháng 10 năm 1953 ở Rotherham, Nam Yorkshire) là một cựu cầu thủ bóng đá người Anh thi đấu ở Football League. Trước kia ông chơi ở vị trí tiền đạo.